# Miklós Kretzoi
Miklós Kretzoi (9 de febrer del 1907 — 15 de març del 2005) fou un geòleg, paleontòleg i paleoantropòleg hongarès guardonat amb el Premi Széchenyi.
Kretzoi estudià Arts i Ciències Naturals a la Universitat Pere Pázmány entre el 1925 i el 1929. Mentre estudiava, treballà com a voluntari a l'Institut Geològic d'Hongria. El 1930, es graduà de la Universitat de Pécs amb un doctorat en Paleontologia, Geologia i Geografia. Tres anys més tard, fou contractat com a geòleg i geofísic per Hungarian-American Oil, Inc. i s'hi quedà fins a l'esclat de la Segona Guerra Mundial. Kretzoi es traslladà al Museu Nacional d'Hongria, on fou conservador dels departaments de mineralogia i paleontologia fins que el 1950 començà a treballar per l'Institut Geològic d'Hongria. Fou director de l'Institut des del 1956 fins al 1958. A partir de mitjans de la dècada del 1960 encapçalà una sèrie d'excavacions a Rudabánya que desembocaren en el descobriment de fòssils d'antropoïdeus.